# Callianira hexagona
Callianira hexagona är en kammanetart som beskrevs av Martinus Slabber. Callianira hexagona ingår i släktet Callianira och familjen Mertensiidae. Inga underarter finns listade i Catalogue of Life.